# Euthyphleps curtipes
Euthyphleps curtipes är en bönsyrseart som beskrevs av John Obadiah Westwood 1889. Euthyphleps curtipes ingår i släktet Euthyphleps och familjen Toxoderidae. Inga underarter finns listade i Catalogue of Life.